# Anselm Grün
Pour les articles homonymes, voir Grün.
Anselm Grün, né le 14 janvier 1945 en Basse-Franconie (Bavière, Allemagne), est moine à l'abbaye bénédictine de Münsterschwarzach depuis l'âge de 19 ans.

## Biographie
Dans les années 1970, il découvrit la tradition des moines de l'Antiquité et entrevit leur signification nouvelle, en lien avec la psychologie moderne. Après ses études de philosophie, de théologie et d'économie, il est cellérier depuis 1977, ce qui fait de lui le directeur financier et le chef du personnel de l'abbaye.
C'est un auteur chrétien de renommée internationale. Son succès a pu être attribué au fait que ses ouvrages « [diffusent] une douce sagesse chrétienne sans évoquer la dureté des dogmes de la foi ».

## Œuvres
- Aux prises avec le mal. Le combat contre les démons dans le monachisme des origines, Abbaye de Bellefontaine, 1990
- Le Jeûne : Prier avec le Corps et L'Esprit, Médiaspaul 1997.
- La crise du milieu de la vie, Collection « Sagesse » 1998.
- Conquérir sa liberté intérieure, 2000.
- Jésus un message de vie, Desclée de Brouwer, 2002.
- Lecture psychanalyste de la Bible, Médiaspaul, 2002.
- Sortir des difficultés quotidiennes, Salvator, 2003.
- Se pardonner à soi-même, Desclée de Brouwer, 2003.
- Petite méditation sur le mystère de l'amitié, Albin Michel, 2004.
- L'identité masculine en question, Mediaspaul, Albin Michel, 2005.
- Vous êtes une bénédiction, Salvator, 2006.
- Diriger les hommes, les éveiller à la vie : En s'inspirant de la Règle de Benoît de Nursie, Salvator, 2006.
- À chaque jour sa bénédiction, Salvator, 2007.
- Ouvre grand mon cœur, Salvator, 2007.
- Retrouver en soi la source de la joie, Salvator, 2007.
- L'art de bien vieillir, Albin Michel, 2008.
- Accomplir son humanité, Salvator, 2008.
- Apprivoiser nos pensées, Mediaspaul, 2008.
- Les Huit secrets du bonheur, Salvator, 2008.
- Se réconcilier avec la mort, Albin Michel, 2009.
- Prie et travaille : une règle de vie chrétienne, Desclée de Brouwer, 2009
- Je vous annonce une grande joie, Parole et Silence, 2009
- Petit traité de spiritualité au quotidien, Albin Michel.
- Exercices spirituels pour tous les jours, avec Jean-Pierre Bagot.
- La confirmation : force et responsabilité, Mediaspaul.
- Le mariage : bénédiction pour la vie commune, Mediaspaul.
- L'onction des malades : tendresse et réconfort.
- L'ordre : médiation et service, Mediaspaul.
- Pèlerins, Mediaspaul, 2011, 95 p. (ISBN 978-2-7122-1202-5)
- "Le petit livre des anges", Salvator, 2011
- Méditer avec Anselm Grün, Paris, Salvator, coll. « Une pensée par jour », 2013, 376 p. (ISBN 978-2-7067-1012-4, BNF 43606936)Florilège extrait de sa lettre mensuelle lettre pour une vie simple
- Le ciel commence en toi : La sagesse des Pères du désert pour aujourd'hui, Paris, Salvator, 2013, 166 p. (ISBN 978-2-7067-0983-8, BNF 43607157)
- Accomplis ce pour quoi tu es fait, Salvator, 2014,  (ISBN 978-2-7067-1137-4).
- Ne rate pas ta vie, Paris, Médiaspaul, 2016.  (ISBN 978-2-7122-1416-6)
- Confession d'un moine : entretiens avec Rosemarie Egger, Salvator, 2024  (ISBN 978-2-7067-2731-3)